# Сельское поселение Старый Байтермиш
Сельское поселение Старый Байтермиш — упразднённое муниципальное образование в Клявлинском районе Самарской области.
Административный центр — село Старый Байтермиш.

## История
Законом Самарской области от 30 апреля 2015 года № 38-ГД, сельские поселения Борискино-Игар и Старый Байтермиш преобразованы, путём их объединения, в сельское поселение Борискино-Игар с административным центром в селе Борискино-Игар.

## Административное устройство
В состав сельского поселения Старый Байтермиш входили:
- деревня Владимировка,
- деревня Воскресенка,
- село Подгорный Дол,
- село Старый Байтермиш.